# Edgar Davids
Edgar Steven Davids (Paramaribo, 13. ožujka 1973.) nizozemski je profesionalni nogometaš podrijetlom iz Surinama. Igrao je na položaju zadnjeg veznog igrača. U svojoj bogatoj karijeri nastupao je za Ajax, Milan, Juventus, Barcelonu, Inter, Tottenham, zatim ponovo za Ajax i na kraju za Crystal Palace. Za Nizozemsku je nastupio 74 puta i postigao 6 pogodaka.
Davids je bolovao od glaukoma, zato je tijekom utakmica morao nositi zaštitne naočale, a zahvaljujući njima i svojoj dreadlocks frizuri bio je jedan od najpopularnijih nogometaša svoje generacije. Pelé ga je uvrstio na popis 100 najvećih živućih svjetskih nogometaša po izboru FIFA-e (FIFA 100 list of the world's greatest living footballers).

## Klupska karijera

### AFC Ajax
Davids je karijeru počeo u Ajaxu u sezoni 1991./92. Debitirao je 6. rujna 1991. u domaćoj pobjedi nad RKC Waalwijkom. S vremenom je postao vrlo važna karika Ajaxove momčadi s kojom je 3 puta zaredom osvojio Eredivisie (1994., 1995. i 1996.). To je bila legendarna generacija Ajaxa, koja je briljirala kako u domaćem tako i u europskim natjecanjima. U nizozemskoj su reprezentaciji u to vrijeme prevladavali Ajaxovi igrači: Edgar Davids, Marc Overmars, Frank i Ronald de Boer, Edwin van der Sar, Patrick Kluivert, Winston Bogarde i Michael Reiziger. Vrhunac te sjajne generacije Ajaxa bilo je osvajanje UEFA Lige prvaka 1995. gdje su u finalu porazili AC Milan pogotkom Patricka Kluiverta u 85. minuti. Sljedeće sezone također su došli do završnice Lige prvaka u kojoj ih je porazio Juventus boljim izvođenjem jedanasteraca.
Zbog svojeg razjarenog stila igre, Davids je od Louisa Van Gaala dobio nadimak "The Pitbull".

### AC Milan
Početkom sezone 1996./97. Davids prelazi u AC Milan. Bila je to za njega vrlo neuspješna sezona u kojoj se nije mogao uklopiti u prvu postavu i nametnuti se tadašnjem treneru AC Milana.

### Juventus
Nakon neuspješne sezone u AC Milanu Davids prelazi u Juventus u prosincu 1997. za 5,3 mil. ₤. S Juventusom je tri puta bio prvak Serie A (1998., 2002. i 2003.) i dvaput doprvak (2000. i 2001.). Također je dva puta osvojio Talijanski Superkup (2002. i 2003.) i dva puta bio doprvak Lige prvaka (1998. i 2003.). Bio je vrlo važna karika Juventusove momčadi, zbog čega se i zadržao 6 sezona u klubu. Davidsa je 2001. bila suspendirala FIFA jer je bio pozitivan na testu za anaboličke steroide (nandrolon).

### Barcelona
U siječnju 2004. godine Davids odlazi na posudbu u Barcelonu. S Barcelonom nije ostvario značajne uspjehe. Jedini uspjeh bilo je 2. mjesto na prvenstvenoj ljestvici. Pri kraju sezone 3 poznata nogometna kluba zanimala su se za njegovo dovođenje: Real Madrid, Inter i Manchester United. Na kraju Davids prelazi u Inter.

### Inter
U ljeto 2004. prelazi u Inter te potpisuje trogodišnji ugovor. Nakon jedne sezone ugovor mu je bio prekinut te je u ljeto 2005. prešao u engleski Tottenham. Jedini trofej te sezone bio je osvajanje talijanskog kupa 2005.

### Tottenham
Po dolasku u Tottenham postao je miljenikom Tottenhamovih navijača. U klubu se zadržao 2 sezone, a na kraju svake sezone Tottenham je bio na 5. mjestu prvenstvene ljestvice. Postigao je jedan zgoditak u gostujućoj pobjedi 1-2 nad Wiganom.

### AFC Ajax
Davids obavlja svoj pretposljednji transfer i potpisuje ugovor s "matičnim" Ajaxom 28. siječnja 2007. Kao i na početku svoje karijere u Ajaxu bio je vrlo važna karika Ajaxove momčadi. U toj polusezoni osvojio je nizozemski kup i nizozemski superkup (Johan Cruijff-schaal). Početkom sezone 2007./2008. slomio je nogu u prijateljskoj utakmici s Go Ahead Eagles te je s travnjaka izbivao 3 mjeseca. Davids je objavio da će napustiti Ajax kad mu istekne ugovor 30. lipnja.

### Crystal Palace
Iako je Davids najavio umirovljenje nakon isteka ugovora s Ajaxom, ipak se vratio nogometu 2 godine kasnije. Jednogodišnju suradnju potpisao je 20. kolovoza 2010. s engleskim drugoligašem Crystal Palaceom.

## Reprezentativna karijera
Od svog debija 20. travnja 1994. Davids je bio važna karika nizozemske reprezentativne momčadi. Kao dio nizozemske reprezentacije bio je na popisu igrača za Europsko prvenstvo 1996. koje se održalo u Engleskoj. Na tom prvenstvu nije se iskazao, a ubrzo ga je zbog nesuglasica izbornik Guus Hiddink poslao kući. No, Davids je bio predobar igrač da bi ga se moglo izostaviti sa svjetskog prvenstva 1998. koje se održalo u Francuskoj. Davids je imao zapaženu ulogu na svjetskom prvenstvu, na kojem je postigao jedan gol i bio uvršten u FIFA-inu momčad prvenstva. Svoj jedini gol na svjetskim prvenstvima postigao je u osmini finala protiv Srbije i Crne Gore u zadnjim minutama utakmice, zahvaljujući kojem su prošli u četvrtfinale. Nizozemci su došli do polufinala, u kojem su ispali od Brazila. Nakon regularnih 90 minuta utakmice rezultat je bio 1-1, u produžetcima nije bilo golova i onda je Brazil boljim izvođenjem jedanaesteraca prošao u finale. Nizozemsku je u utakmici za 3. mjesto bila porazila Hrvatska rezultatom 2-1. Sljedeće prvenstvo na kojem je Davids nastupio bilo je Europsko prvenstvo 2000. koje se održalo u Belgiji i Nizozemskoj. Nizozemska je kao domaćin bila glavni favorit za osvajanje prvenstva. U skupini D Nizozemska je imala maksimalnih 9 bodova iz 3 utakmice u kojima je porazila Češku, Dansku i Francusku. U četvrtfinalu su reprezentaciju Jugoslavije pobijedili rezultatom 6-1. Kao i prije 2 godine na svjetskom prvenstvu u Francuskoj Nizozemska je došla do polufinala u kojem su ispali od Italije. Italija je prošla boljim izvođenjem jedanaesteraca. Davids je zasluženo bio uvršten u UEFA-inu momčad prvenstva. Također je sudjelovao na sljedećem Europskom prvenstvu 2004. godine koje se održalo u Portugalu. Nizozemsku je ovaj put u polufinalu porazio domaćin Portugal rezultatom 2-1. Kada je kormilo nizozemske reprezentacije preuzeo Marco Van Basten Davids je imenovan kapetanom reprezentacije. Davids je ubrzo izgubio i kapetansku vrpcu i svoje mjesto u reprezentaciji jer je u Interu uglavnom bio u drugom planu, tj. nije bio standardni prvotimac. Na kraju Davids nije bio na popisu igrača za svjetsko prvenstvo 2006. godine.

## Klupski uspjesi
Ajax
- Eredivisie: 1993. – 1994., 1994. – 1995., 1995. – 1996.
- Nizozemski Kup: 1993., 2007.
- Nizozemski Superkup: 1993., 1994., 1995., 2007.
- UEFA Liga prvaka: 1995., doprvak 1996.
- Europski Superkup: 1995.
- Interkontinentalni kup: 1995.
- Kup UEFA: 1992.

Juventus
- Talijansko prvenstvo: 1997y. - 1998., 2001. – 2002., 2002. – 2003.
- Talijanski Superkup: 2002., 2003.
- UEFA Liga prvaka: doprvak 1998., 2003.

Inter
- Talijanski Kup: 2005.

## Osobni uspjesi
- UEFA-ina momčad europskog prvenstva: 2000.
- All-Star momčad svjetskog prvestva: 1998.

## Vanjske poveznice
- Davidsova statistika  Arhivirana inačica izvorne stranice od 5. listopada 2008. (Wayback Machine) (engl.)